# Corydalis gamosepala
Corydalis gamosepala är en vallmoväxtart som beskrevs av Carl Maximowicz. Corydalis gamosepala ingår i släktet nunneörter, och familjen vallmoväxter. Inga underarter finns listade i Catalogue of Life.